# James William Peter Hirschfeld
Pour les articles homonymes, voir Hirschfeld.
James William Peter Hirschfeld (né en 1940) est un mathématicien australien, résidant au Royaume-Uni, spécialisé dans la géométrie combinatoire et la géométrie des corps finis. Il est professeur émérite et tuteur à l'Université du Sussex.

## Biographie
Hirschfeld obtient son doctorat en 1966 de l'Université d'Édimbourg avec comme directeur William Leonard Edge et pour une thèse intitulée The geometry of cubic surfaces, and Grace's extension of the double-six, over finite fields (La géométrie des surfaces cubiques, et l'extension de Grace du double-six, sur des corps finis).
Pour poursuivre ses études en géométrie finie, Hirschfeld part à l'Université de Pérouse et l'Université de Rome avec le soutien de la Royal Society et de l'Académie des Lyncéens. Il édite la monographie de 100 pages de Beniamino Segre "Introduction aux géométries de Galois" (1967).
En 1979, Hirschfeld publie le premier volume d'une trilogie sur la géométrie galoisienne, ancrée à un niveau dépendant uniquement de "la théorie des groupes et de l'algèbre linéaire enseignée dans un cours de premier cycle, ainsi qu'un peu de géométrie projective, et très peu de géométrie algébrique". La géométrie finie contribue à la théorie du codage, comme le code de Goppa, de sorte que le domaine est pris en charge par l'informatique. Dans la préface du texte de 1991, Hirschfeld résume le statut de la géométrie galoisienne, mentionnant le code séparable à distance maximale, les revues de mathématiques publiant la géométrie finie et les conférences sur la combinatoire mettant en vedette la géométrie galoisienne. Son collègue Joseph A. Thas est co-auteur de General Galois Geometries sur PG( n,q ) où n ≥ 4.
Hirschfeld est cité comme l'éditeur ultime de Design Theory (1986).
En 2018, il reçoit la médaille Euler.